# Adriana Cerezo
Adriana Cerezo, född 24 november 2003 i Madrid, är en spansk taekwondoutövare.

## Karriär
Vid OS 2020 tog Cerezo silver i taekwondos flugviktklass. Vid VM 2023 tog hon bronset.